# Pierre-Louis Roederer
Pour les articles homonymes, voir Roederer.
Pierre-Louis, comte Roederer, né le 15 février 1754 à Metz et mort le 17 décembre 1835 à Bois-Roussel, est un avocat, journaliste, dramaturge et homme politique français, actif de l'Ancien Régime à la monarchie de Juillet.
Il est l'auteur de nombreux ouvrages historiques et littéraires.

## Biographie

### Sous l’Ancien Régime
Fils de Pierre-Louis Roederer, seigneur d'Écouviez, conseiller du roi et bâtonnier des avocats au parlement de Metz, et de Marguerite Gravelotte du Saulcy (1717-1768), Pierre-Louis Roederer naît dans la province des Trois-Évêchés. Après ses études au Collège royal de Metz, il fait son droit à l’université de Strasbourg, et obtient sa licence en 1771. La même année, il est reçu avocat au Parlement de Metz, profession qu’il exerça sans s’y plaire.
Il épousa, le 28 octobre 1777, à Francfort-sur-le-Main, Ève Régine Louise Walburge de Guaita, fille d'Antoine-Marie Guaita.
En 1780, il acheta une charge de conseiller au Parlement de Metz, payée 32 000 livres, indemnisée en 1791 33 413 livres qui furent investies dans l’achat de biens nationaux.
Vulgarisateur français de l’économiste britannique Adam Smith, il était membre de la société des Philathènes et de l’Académie de Metz (1782).
En 1783, il adressa une demande pour être reçu maître des requêtes, qui fut refusée car Roederer n’avait que deux des trois degrés de noblesse requis. En 1784-1785, à Paris pour plaider la cause des manufactures de glaces et verres de Saint-Quirin et Monthermé contre celle de Saint-Gobain, il rencontra de futurs membres de l’Assemblée nationale constituante de 1789-1791 : le chevalier de Boufflers et Dupont de Nemours, le maréchal-prince de Beauvau, Condorcet, Lavoisier, Malesherbes, l’abbé Morellet et Turgot.
En 1786, il racheta, pour 500 000 Fr., le quart des actions des manufactures de glaces et verres de Saint-Quirin et Monthermé. Il devint ainsi coassocié avec son beau père, Antoine-Marie Guaita, et ses beaux-frères Georges de Guaita et Louis-Antoine Ména.
À son instigation, la Société royale des Sciences et des Arts de Metz mit au concours pour 1787 et 1788 la question : « Est-il des moyens de rendre les Juifs plus utiles et plus heureux en France ? » l’abbé Grégoire fut l'un des trois lauréats avec son Essai sur la régénération physique, morale et politique des juifs. Ce fut le premier pas vers leur émancipation qui fut toujours défendue par Roederer.
Le maréchal-prince de Beauvau l’introduisit, en novembre 1788, à la Société des Trente.
Le 23 avril 1789, il riposta à l’élection quelque peu irrégulière de Pierre Maujean, maître échevin de Metz, chef de police, président des trois ordres, et procureur-syndic de l’Assemblée provinciale, à la députation aux États généraux en publiant Observations sur l’élection d’un prétendu député de la ville de Metz.
Il fut élu le 26 octobre 1789, en remplacement de Maujean dont l’élection a été annulée, député du tiers état de Metz aux États généraux et à l’Assemblée nationale constituante, dont il devint secrétaire en 1790 et membre du Comité des finances. Son nom figurait sur la liste de gauche comme une des « 33 colonnes » de l’Assemblée nationale constituante (« actifs » par excellence). Membre du Club de 1789, fondé le 12 avril 1790, il entra aux Jacobins dont il devint secrétaire le 3 juin 1790 et président le 29 août 1791.
En octobre 1790, Roederer signa un rapport, fait au nom du Comité, sur l'imposition personnelle, avec Talleyrand, Defermon des Chapelières, La Rochefoucauld, Dauchy, Jary, Dupont de Nemours et d’Allarde ; ce rapport fut repris dans les lois des 13 janvier et 18 février 1791.

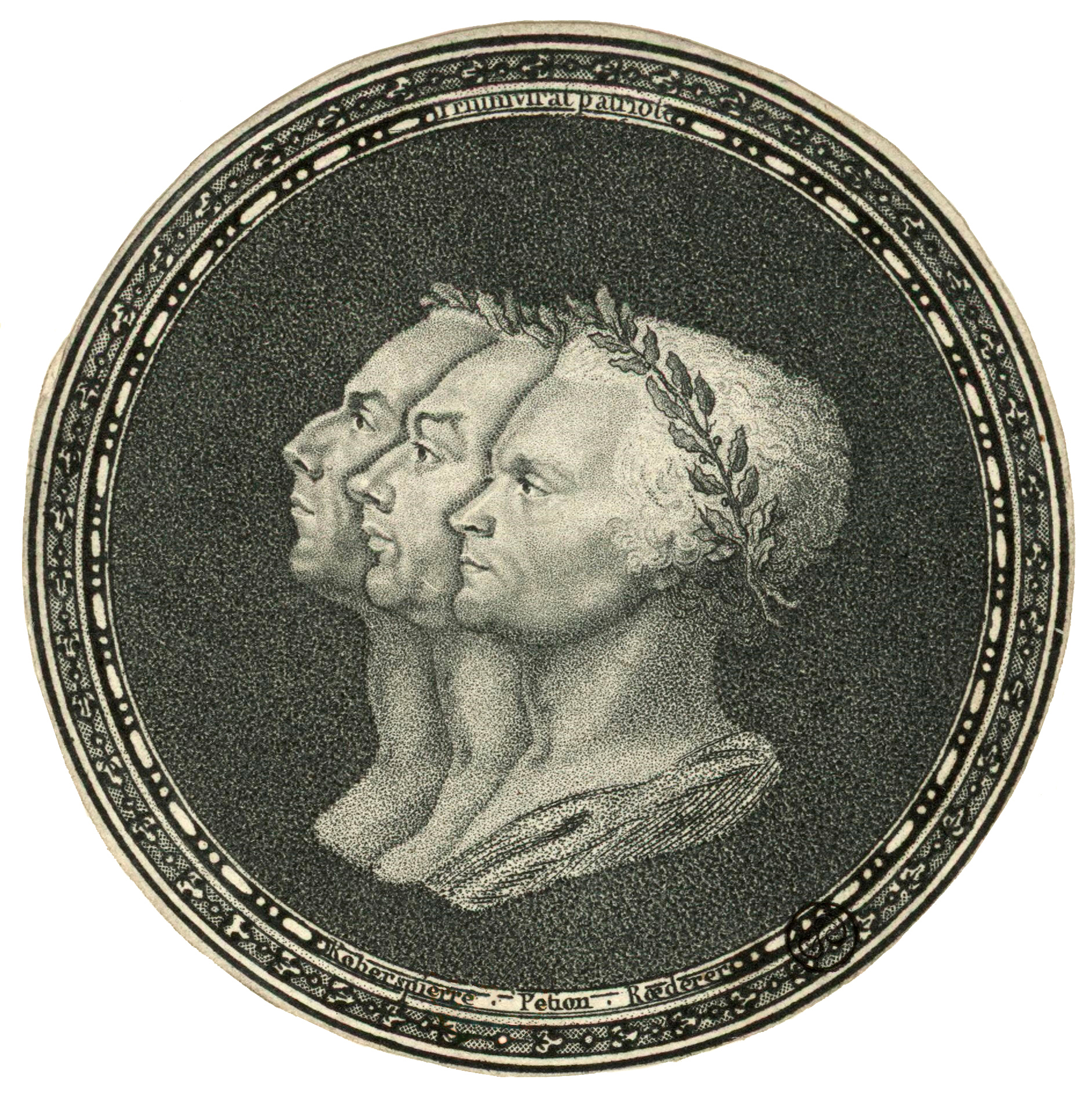
Triumvirat patriote, Robespierre, Pétion et Roederer, v. 1791.

Élu procureur général syndic de la Seine le 10 novembre 1791, il décida Louis XVI et sa famille à quitter les Tuileries le 10 août 1792 pour l’Assemblée nationale : « Sire, Votre Majesté n’a pas cinq minutes à perdre ; il n’y a de sûreté pour elle que dans l’Assemblée nationale:526 » ; « Marchons », répondit le roi. Roederer voulut lui-même conduire et protéger la famille royale. La Commune de Paris condamna cette conduite, et, sous les pressions de Marat, elle émit contre lui un mandat d'arrêt ; l'Assemblée toutefois s'opposa à sa mise en jugement.
Mais comme beaucoup de mémorialistes, il se recompose un personnage, que la lecture des procès-verbaux des séances de l'Assemblée législative corrigent sérieusement. Ainsi Roederer porte-t-il, avec son ami Pétion, maire de Paris, la responsabilité de la riposte armée des gardes suisses face à l'insurrection du 10 août, les ayant incités à défendre le palais du pouvoir exécutif en tant qu'"autorité constituée", alors que Louis XVI leur avait ordonné de ne pas faire usage de leurs armes. Mais c'est à Louis XVI qu'il sera reproché durant son procès d'avoir fait couler le sang français à cette occasion.

### Sous la Convention
Il se fit plus discret sous la Convention.
En 1793, il prononça un « Cours d’organisation sociale » au Lycée des Arts, dans lequel il reprenait en partie les développements de son ouvrage de 1788 (De la députation aux États Généraux) sur la citoyenneté et notamment les raisons pour lesquelles ni les femmes, ni les enfants ni les domestiques ne pouvaient avoir accès au droit de suffrage. Il écrivit pour le Journal de Paris, dont il devint propriétaire ; il s’associa à Hugues-Bernard Maret, futur duc de Bassano. Il fonda le « Journal d’économie publique, de morale et de politique.
Dans le Journal de Paris du 6 janvier 1793, il refusa à la Convention le droit de juger Louis XVI. Mais la chute des Girondins le convainquit de ne plus se manifester. Il se garda de réapparaitre jusqu’à la chute de Robespierre.
Il plaida la cause de Charles Maurice de Talleyrand-Périgord en août 1795 dans une brochure, Des fugitifs français et des émigrés.
En 1795, il contracta un second mariage, avec Marie Catherine Adélaïde Decrétot.

### Sous le Directoire
31e membre résident de l’Institut, Roederer fut élu le 14 décembre 1795, dans la deuxième classe (sciences morales et politiques), section d’économie. C’est en tant que tel qu’il mettra au concours, deux années de suite, la question suivante : « Quelles sont les institutions propres à fonder la morale d’un peuple ? » Insatisfait des propositions fournies pourtant par des philosophes de renom, Jean-Baptiste Say et Destutt de Tracy, il renoncera à désigner un lauréat. Il proposera sa propre interprétation dans ses Observations sur la question proposée par l’institut national pour sujet du premier prix de la classe des sciences morales et politiques, publiées dans le Journal d’Économie publique le 11 octobre 1797.
Il dut à Talleyrand d’être rayé de la liste des déportés du coup d’État républicain du 18 fructidor an V (4 septembre 1797), sous le Directoire.
Le 13 mars 1798, à un dîner chez Talleyrand, il fut présenté à Napoléon Bonaparte (« Je suis charmé de faire votre connaissance ; j’ai pris la mesure de votre talent en lisant un article que vous avez écrit contre moi il y a deux ans », lui dit Bonaparte). Bonaparte l’utilisa pour le coup d'État du 18 Brumaire, en l’an VIII.
Pierre-Louis Roederer prépara le 18 brumaire avec Talleyrand, Sieyès, Regnault de Saint-Jean d’Angély et Volney. Talleyrand et Roederer furent les deux intermédiaires qui négocièrent entre Emmanuel Joseph Sieyès et Bonaparte pendant la douzaine de jours précédant le coup d’État. L’Adresse aux Parisiens, par laquelle Bonaparte annonça le coup d’État, fut rédigée par Roederer et composée par son fils Antoine dans l’imprimerie où l’avait placé Regnault de Saint-Jean-d’Angély. Roederer rédigea avec Talleyrand la démission de Paul de Barras, et négocia l’effacement de Sieyès au profit de Charles-François Lebrun, futur duc de Plaisance, qui, sur la recommandation de Roederer, qui lui était reconnaissant pour une aide en 1792, fut désigné troisième consul.

### Sous le Consulat

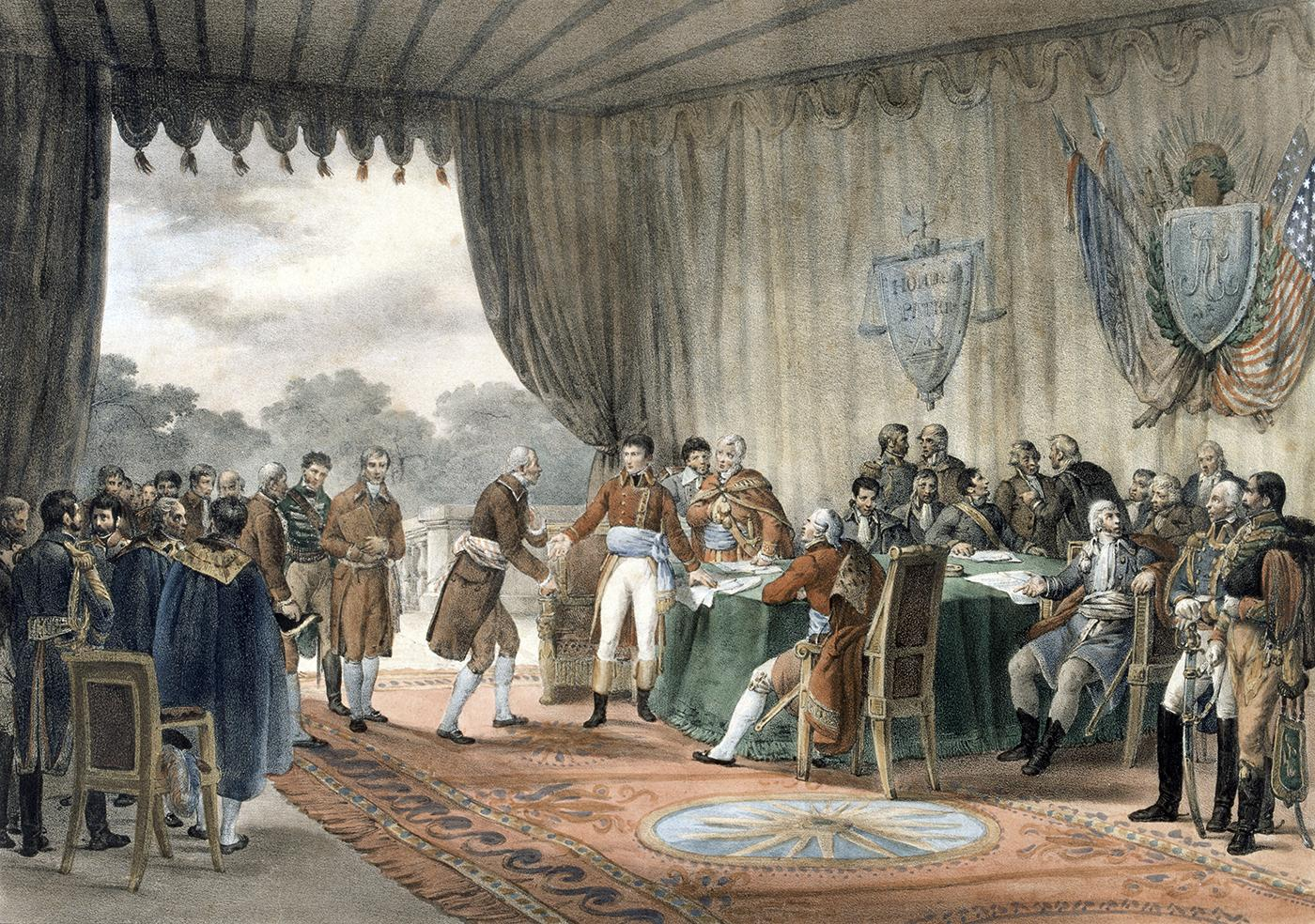
Signature du traité de Mortefontaine, le 30 septembre 1800.

Dès la création du Conseil d’État, Roederer fut nommé conseiller d’État et fut président de la section de l’Intérieur, du 25 décembre 1799 au 14 septembre 1802.
Il fut ministre plénipotentiaire en République batave et en Suisse (3 janvier 1800). En 1800, il fut l'un des six signataires du traité de Mortefontaine, qui mettait fin à la quasi-guerre franco-américaine. Le 29 janvier 1801, Talleyrand lui dit avec solennité : « Le premier consul m’a chargé officiellement de vous faire des reproches de sa part, et ces reproches, les voici : il trouve mauvais que depuis deux mois vous ne lui parliez pas ».
Bonaparte dit encore à son sujet : « Je crois à Roederer trop d’activité dans l’esprit pour être un grand administrateur, et peut-être même pour être constant dans ses affections. »
En 1802, il reçut la « Direction de l’esprit public » : il devint chef de l’Instruction publique et contrôleur général des théâtres. Remplacé au Conseil privé par Regnault de Saint-Jean-d’Angély, il fut nommé sénateur de Caen ; le siège de la sénatorerie était à Alençon. En 1802 il achète à la famille Colignon, qui l’avait bâti, l’hôtel de La Vaupalière à Paris, qui sera revendu à sa mort en 1835 au comte Lehon, ambassadeur de Belgique.
Il fit partie de la 2e classe de l’Institut dans l’organisation de 1803 et fut élu au fauteuil 6 de l’Académie française.
Roederer (alors président de section au Conseil d’État), ami de Talleyrand-Périgord, alors ministre des Relations extérieures, fut témoin au mariage de ce dernier.
Le 4 novembre 1804, Bonaparte lui confia : « Vous-même, monsieur Roederer, vous-même, vous ne me faites pas la grâce de me croire un peu d’esprit, une petite lueur d’esprit. (…) Vous ne me faites pas la grâce de m’accorder un peu d’esprit et de bon sens. Hein ? N’est-ce pas, vous ne me croyez pas de jugement ? (…) Je vous crois de mes amis, vous devez en être ; mais vous êtes une mauvaise tête. »

### Sous l’Empire

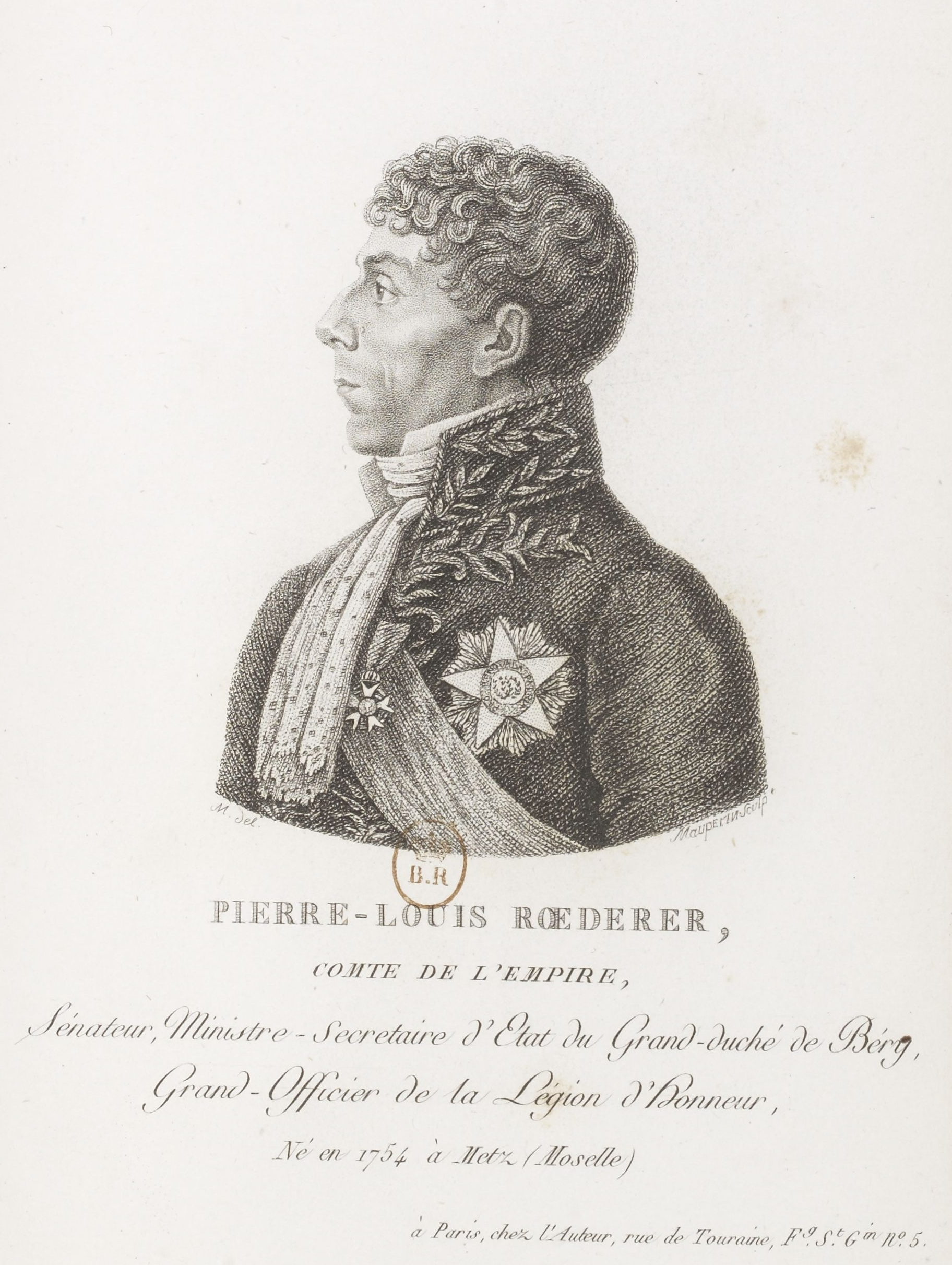
Portrait dans la Collection complète des portraits des Grands-Aigles et des Grands-Officiers de la Légion d’honneur de Meyer (1810).

Il fut ministre des finances du roi de Naples, Joseph Bonaparte. Bonaparte le fit comte de l’Empire par lettres patentes du 21 décembre 1808. Envoyé en 1809 en Espagne, il écrivit un rapport sur le second royaume de Joseph Bonaparte. Au début de janvier 1809, il note ces paroles de Napoléon Bonaparte : « Je n’ai qu’une passion, qu’une maîtresse ; c’est la France : je couche avec elle. Elle ne m’a jamais manqué, elle me prodigue son sang et ses trésors. (…) Je jure que je ne fais rien que pour la France : je n’ai en vue que son utilité:539… ». Le 6 mars 1809, sa conversation avec Napoléon Bonaparte porta sur Joseph Bonaparte.
Il fut nommé le 23 septembre 1810 ministre-secrétaire d'État du grand-duché de Berg, avec résidence à Paris et 100 000 francs d’appointements, puis envoyé le 26 septembre 1813 comme commissaire impérial extraordinaire à Strasbourg.
Toutefois, le 3 avril 1814, il fit paraître une proclamation invitant les citoyens et les autorités du pays à reconnaître Louis XVIII.
À l'automne 1814 il s'installe avec sa famille dans le domaine de Bois-Roussel, acquis pendant l'été, situé sur la commune de Bursard dans l'Orne, à une quinzaine de kilomètres d'Alençon, car il devait quitter la résidence de la Sénatorerie sous trois mois. Écarté de l'action politique, il s'y employa à « recréer » le grand cabinet de Madeleine de Scudéry à l’hôtel de Rambouillet, à Paris. Jusqu'à sa mort, il partagera son existence entre Paris et Bois-Roussel.
Pendant les Cent-Jours, l'empereur le nomma le 20 mars 1815 pair de France puis le 21 avril commissaire extraordinaire général à Lyon, avec autorité sur les 7e, 8e et 19e divisions militaires, dans neuf départements du Midi. Là, il s'opposa aux partis adverses et assura la défense nationale. Le 22 juin, il se prononça à la Chambre en faveur de Napoléon II,.

### Sous la Restauration et la monarchie de Juillet
Sous la Restauration, Roederer fut exclu de l’Académie française en 1816 et devint maire de La Ferté-sous-Jouarre en avril 1816. Il fut élu membre de l’Académie des sciences morales et politiques en 1832. Au début de 1835, il publia un opuscule intitulé Adresse d’un constitutionnel aux constitutionnels, dans lequel il défendait les prérogatives personnelles du roi dans la Charte de 1830, plaidant même pour la possibilité pour celui-ci de se passer de président du Conseil. Alors que l’opposition dénonçait, sous le ministère du duc de Trévise, un président du Conseil-soliveau, placé là par Louis-Philippe pour mieux exercer son pouvoir personnel, et brandissait la maxime utilisée par Thiers contre Charles X, « le roi règne mais ne gouverne pas », l’ouvrage fut aussitôt dénoncé comme inspiré par les Tuileries, et ce d’autant plus que la fille de Roederer avait épousé le général-baron Gourgaud, aide de camp du roi.
La démonstration de Roederer n’était pas des plus convaincantes. Il soutenait que le roi était le seul à pouvoir définir la politique générale mise en œuvre par le gouvernement, qu’il pouvait, pour cela, prendre d’autres conseils que ceux de ses ministres, et conduire à leur insu des négociations secrètes avec les puissances étrangères : « régner, écrit-il, c’est gouverner et agir, c’est ajouter à l’autorité des lois l’influence morale. Administrer est le fait des ministres, gouverner est le fait du roi avec un ou plusieurs de ses ministres, régner est le fait du roi et comprend toutes les relations avec les puissances étrangères et le fait d’ajouter aux lois le modèle des vertus publiques et privées. » Si ses œuvres, très documentées, font référence parmi les spécialistes, elles n’ont jamais pu éveiller l’intérêt du grand public ; en ce sens Roederer reste un écrivain méconnu.
Roederer décéda le 15 décembre 1835 dans son hôtel parisien.
Sa bibliothèque fut dispersée le 2 août 1836 et les jours suivants à Paris.

## Blasonnement
Armoiries :
- écartelé :
  - au 1, de comte-sénateur ;

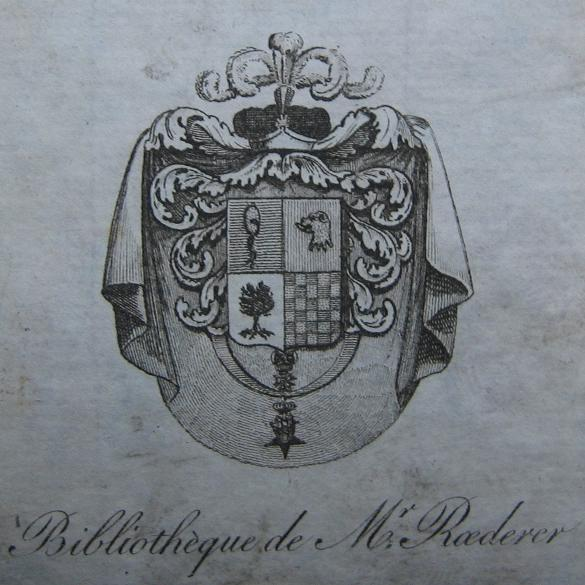
Armoiries de Roederer.

  - au 2, de gueules à la tête de lion arrachée et lampassée d’or (ministre) ;
  - au 3, d’argent au saule arraché de sinople (brisé des armes de son grand-père Toussaint Gravelotte du Saulcy, avocat au Parlement de Metz) ;
  - au 4, échiqueté d’azur et d’or (conseiller d’État).

## Titres et distinctions
- Légionnaire le 9 vendémiaire an XII (2 octobre 1803) ;
- Commandant (le 25 prairial an XII (14 juin 1804) ;
- Grand officier de la Légion d'honneur (6 décembre 1807), Légion d’honneur qu’il a contribué à créer.
- Grand dignitaire de l'ordre royal des Deux-Siciles (vers 1811[12]).

## Hommages et postérité
- Roederer a été représenté par David dans le Serment du Jeu de Paume, bien qu’il n’y fût pas présent.
- Son portrait le plus connu a été dessiné par Jean Urbain Guérin et gravé par Franz Gabriel Fiesinger.
- David d'Angers a sculpté en 1833 un médaillon en bronze à son effigie (musée David d’Angers, à Angers).
- Il est incarné par Louis Jouvet dans le film La Marseillaise (1938) de Jean Renoir.

Le nom de Pierre-Louis Roederer a été donné à deux rues de l’Orne :
- La rue du Comte-Roederer à Alençon, où il résida comme sénateur. Elle fut ainsi dénommée le 21 février 1963[13].
- La rue Pierre-Louis-Roederer à Essay (canton du Mêle-sur-Sarthe), où il fut nommé maire en 1830.

Une rue de Metz porte également son nom (rue Roederer à Metz-Queuleu).

## Descendance
Pierre-Louis Roederer et Louise de Guaita ont eu deux fils et une fille :
- Pierre-Louis Roederer (1780-1835), lieutenant-colonel de cavalerie et aide de camp du Roi Joseph à Naples[14].
- Antoine-Marie Roederer (1782-1865), auditeur au Conseil d'État et préfet.
- Françoise-Marthe Roederer (1783-1823), épouse du général baron Gaspard Gourgaud.

Il compte parmi ses nombreux descendants :
- Napoléon Gourgaud (1823-1879), député.
- Pierre-Louis Roederer (1856-1940), président de Saint-Gobain de 1931 à 1936.
- Pierre de Liedekerke de Pailhe (1869-1943), ministre des affaires économiques (1925-26) et de l'Agriculture (1926).
- Napoléon Gourgaud (1881-1944), collectionneur d'art, mécène français et « sauveur » de l'Île d'Aix.
- Pierre Hély d'Oissel (1887-1959), PDG de Saint-Gobain de 1936 à 1953.
- Robert de Souza (1921-2006), ambassadeur de France.

## Parenté
Louis Roederer, son cousin au 5e degré, grand louvetier de l’arrondissement de Reims, fort renommé pour ses chevaux et ses équipages de chasse qui rivalisaient avec les meutes des princes et dont la maison de champagne prit son essor au XIXe siècle, reste surtout connu pour son champagne, le Cristal Roederer.
Par sa femme, il est apparenté à la famille de Guaita.

## Publications
- Dialogue concernant le colportage des marchandises, 1783.
- En quoi consiste la prospérité d’un pays, 1787.
- De la députation aux États généraux, 1788.
- Discours de M. Rœderer, conseiller au parlement de Metz, prononcé a l'Assemblée nationale, a la séance du 17 novembre, au soir, 1789
- Observations sur l'élection d'un prétendu député de la ville de Metz aux États-généraux, 1789
- De la propriété considérée dans ses rapports avec les droits politiques, 1792
- Discours de M. Rœderer, prononcé à la Société des amis de la constitution, dans sa séance du dimanche 22 avril 1792, l'an 4e. de la liberté, 1792
- Signé : "Jacques. 17 brumaire, l'an 3me. de la République." (7 novembre 1794), De l'intérêt des comités, de la Convention nationale, et de la nation, dans l'affaire des soixante-onze députés détenus, 7 novembre 1794, 28 p. (OCLC 491620606, BNF 30640741, lire sur Wikisource).
- Mémoires sur l’administration du département de Paris, 1795.
- Des institutions funéraires convenables à une république, 1795.
- Mémoires d'économie publique, de morale et de politique. Tome premier, 2 volumes, 1799.
- De la philosophie moderne et de la part qu'elle a eue à la Révolution francaise, ou, Examen de la brochure publiée par Rivarol sur la philosophie moderne, 1799.
- Opuscules de littérature et de philosophie, 3 volumes, 1800-04.
- Discours sur le droit de propriéte, lus au Lycée les 9 décembre 1800 et 18 janvier 1801, 1801
- La première et deuxième année du Consulat de Bonaparte, 1802.
- Petits écrits concernant de grands écrivains, 1803.
- Observations morales et politiques sur les journaux détracteurs du 18e siècle, de la philosophie & de la Révolution, 1805
- De la propriété considérée dans ses rapports avec les droits politiques, 1819.
- Louis XII, 1820.
- François Ier, 1825.
- Louis XII et François Ier", ou Mémoires pour servir à une nouvelle histoire de leur règne. Tome premier; Tome second; Tome troisième, 1825-1833
- Comédies historiques, de Louis XII à la mort de Henri IV, 3 vol., 1827-30 :
  - Le Marguillier de Saint-Eustache, 1819.
  - Le Fouet de nos pères
  - La Saint Barthélémy
- Les deux premières années du consulat de Bonaparte, 1821
- Conséquences du système de Cour établi sous François Ier, 1830.
- Nouvelles bases d’élection, 1830.
- Le budget de Henri, III, ou, Les premiers Etats de Blois, comédie historique; précédée d'une dissertation sur la nature des querres qu'on a qualifiées de querres de religion dans le seizième siècle; suivie d'une notice nouvelle sur la vie de Henri III, 1830
- L’Esprit de la Révolution de 1789, 235 p., Paris, 1831
- Chronique de cinquante jours, du 20 juin au 10 août 1792, rédigée sur pièces authentiques, 456 pages, Paris, 1832.
- Adresse d’un constitutionnel aux constitutionnels, 1835.
- Mémoires pour servir l’histoire de la société polie en France, 1835.
- Œuvres du comte P. L. Rœderer. Tome premier; Tome second; Tome troisième; Tome quatrième; Tome cinquième; Tome sixième; Tome septième Tome huitième (publiées par son fils, 1853-1859) (8 parties)

### Personnage de fiction
- Pierre-Louis Roederer est l'un des personnages importants du roman d'Anne Villemin Sicherman "Rumeurs 1789" dans lequel il est en campagne pour les élections aux États Généraux.

### Archives
Les papiers personnels de Pierre-Louis Roederer et de son fils Antoine-Marie Roederer sont conservés aux Archives nationales à Pierrefitte-sur-Seine, sous la cote 29AP Inventaire du fonds 29AP.
Par ailleurs, ce fonds d'archives privées des archives nationales conservent également dans les cotes suivantes : 29AP/10-13 et 75, des correspondances (notamment avec Napoléon, Cambacérès, etc. ; et la cote 29AP/75 : qui concerne ses activités de conseiller d’État et de directeur de l'Instruction publique, avec ordres du jour et convocations, dont la correspondance avec Locré, avis imprimés du Conseil d’État, notes, rapports et discours).